# Explorer 7
Explorer 7 est un petit  satellite scientifique américain du programme Explorer de la NASA lancé  le 13 octobre 1959 qui a recueilli des données sur l'environnement spatial de la Terre. C'est le premier satellite à avoir mesuré le bilan radiatif de la Terre. 

## Contexte
En 1959 la course à l'espace entre les États-Unis et l'Union soviétique déclenchée par le lancement du premier satellite artificiel Spoutnik 1 fait rage. Chacune des deux superpuissances tentent de démontrer la supériorité de son système en enchainant les premières spatiales. Le professeur Verner E. Suomi qui s'est intéressé dès 1953 à la mesure du bilan radiatif de la Terre et l'ingénieur Robert Parent tous deux de l'Université du Wisconsin à Madison s'associent pour développer un radiomètre capable de mesurer le bilan radiatif de la Terre. Un premier exemplaire de l'instrument embarqué à bord de Vanguard TV3 est détruit dans l'explosion du lanceur immédiatement après son décollage. Explorer 7 est le septième satellite scientifique du programme Explorer de l'agence spatiale civile américaine, la NASA, tout juste créée. Explorer 7 emporte une dizaine d'expériences scientifiques destinées à mesurer les caractéristiques de l'espace interplanétaire à proximité de la Terre.

## Déroulement de la mission
Un premier exemplaire d'Explorer 7 est lancé le 16 juillet 1959 mais le système de destruction du lanceur Juno II est déclenché par l'officier de tir 5 secondes et demi après le décollage car le système de guidage de la fusée est victime d'une défaillance de son alimentation électrique. Une copie du satellite est finalement lancée depuis la base de lancement de Cape Canaveral le 13 octobre 1959 par une fusée Juno II et placé sur une orbite basse terrestre de 1073 x 573 km avec une inclinaison orbitale de 50,27° et une période de 101,38 minutes. Le satellite est resté complètement opérationnel jusqu'en février 1961 puis a fonctionné de manière intermittente jusqu'au 24 août 1961.   

## Caractéristiques techniques

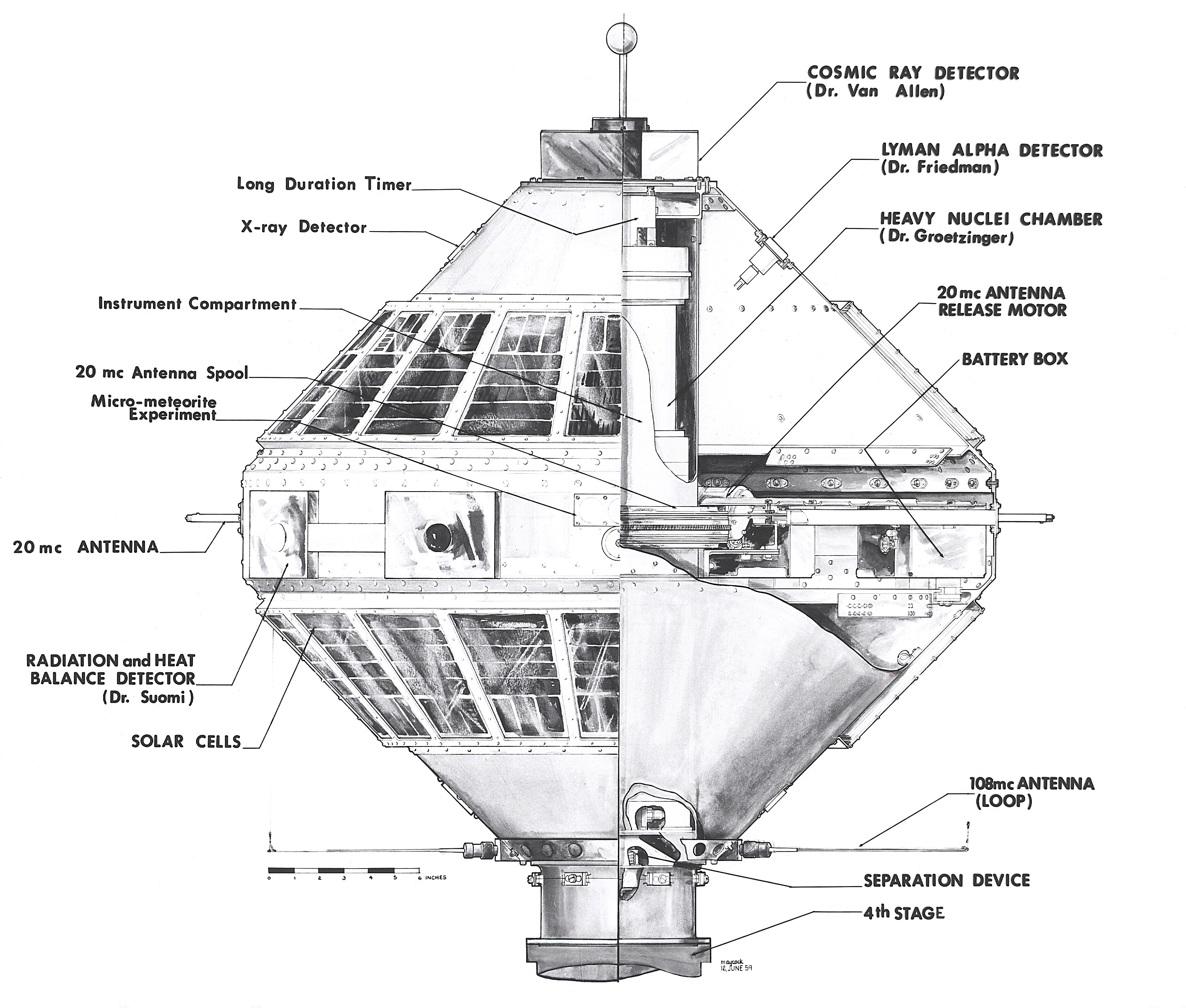
Schéma Explorer 7.

Explorer 7 est construit par le Jet Propulsion Laboratory. Ce satellite de 41,5 kg  est constitué de deux demi-coques en fibre de verre en forme de cône assemblées l'une à l'autre par leur base dont le diamètre est de 75 cm et la hauteur de 75 cm. Il est stabilisé par mise en rotation. L'énergie est fournie par 3 000 cellules solaires couvrant une partie du corps du satellite et par 15 batteries nickel-cadmium positionnées vers l'équateur du satellite immédiatement derrière la paroi externe. Deux antennes dipolaires sont fixées à l'équateur du satellite pour transmettre les données (1 W, 20 MHz) tandis qu'une antenne destinée au suivi du satellite est montée à la base du satellite (108-MHz). L'instrumentation scientifique comprenait :
- Le radiomètre du professeur Suomi est constitué par 5 bolomètres destinés à mesurer le rayonnement solaire ultraviolet incident et réfléchi ainsi que le rayonnement infrarouge terrestre. Ces capteurs sont des hémisphères creuses en argent isolées sur le plan thermique tout en étant à faible proximité de miroirs fixés à l'extérieur de l'équateur du satellite. Cette disposition fait que les hémisphères se comportent comme des sphères isolées dans l'espace. Deux de ces hémisphères sont peintes en noir pour mesurer à la fois le rayonnement thermique terrestres et solaire. Une troisième peinte en blanc est plus sensible au rayonnement terrestre que solaire. La quatrième couverte d'une mince couche d'or est plus sensible au rayonnement solaire que terrestre. Et enfin la cinquième est protégée de l'incidence directe du rayonnement solaire mesure la lumière réfléchie par la Terre. La température de chaque hémisphère est mesurée toutes les 30 secondes[4].
- Trois détecteurs de micrométéorites au sulfure de cadmium situés dans la même région[5].
- Deux compteurs Geiger omnidirectionnels mesurent l'intensité totale des rayons cosmiques, des particules ionisées piégées dans les ceintures de radiation de la Terre et les protons d'origine solaire ainsi que leur distribution temporelle et spatiale. Les instruments pouvaient détecter les protons d'une énergie supérieure à 20 MeV et les électrons de plus de 30 keV[6].
- Des chambres d'ionisation montées sur des faces opposées de la partie supérieure du satellite mesurent les rayons X dans la longueur d'onde 2 à 8 A et la raie Lyman-alpha émis par le Soleil de manière à obtenir un historique sur le long terme de son activité et pouvoir corréler celle-ci aux réponses de l'atmosphère terrestre. Les chambres d'ionisation du rayonnement X sont remplis d'argon avec des fenêtres au béryllium. Les chambres d'ionisation utilisée pour la raie Lyman-Alpha sont remplies de monoxyde d'azote avec une fenêtre en fluorure de lithium sensible au rayonnement 1050-1350 A[7].
- Une chambre d'ionisation permettant de compter les rayons cosmiques constitués d'éléments chimiques d'une masse atomique supérieure à 5, supérieure à 8 et supérieure à 15[8].
- Des stations réceptrices situées aux États-Unis ont mesuré les irrégularités du signal radio émis dans trois longueurs d'onde (19,9915 - 39,9830 - 59,9745 MHz MHz par un émetteur installé à bord du satellitet[9].

## Résultats
Le satellite a transmis en temps réel et en continu des données scientifiques exploitables à partir du lancement jusqu'en février 1961 puis de manière intermittente jusqu'au 24 août 1961.